# NGC 6228
NGC 6228 est une vaste et lointaine galaxie spirale située dans la constellation d'Hercule. Sa vitesse par rapport au fond diffus cosmologique est de 10 265 ± 2 km/s, ce qui correspond à une distance de Hubble de 151,4 ± 10,6 Mpc (∼494 millions d'al). NGC 6228 a été découverte par l'astronome allemand Albert Marth en 1864.
NGC 6228 présente une large raie HI.
À ce jour, une mesure non basée sur le décalage vers le rouge (redshift) donne une distance d'environ 166,000 Mpc (∼541 millions d'al). Cette valeur est à l'extérieur des valeurs de la distance de Hubble. Notons cependant que c'est avec la valeur moyenne des mesures indépendantes, lorsqu'elles existent, que la base de données NASA/IPAC calcule le diamètre d'une galaxie et qu'en conséquence le diamètre de NGC 6228 pourrait être d'environ 50,4 kpc (∼164 000 al) si on utilisait la distance de Hubble pour le calculer.